# William Binney
William Edward Binney (Pennsilvània, 11 de setembre de 1943) és un matemàtic expert en sistema de criptografia, analista i desxifrador de codis que va treballar durant 30 anys per a l'Agència de Seguretat Nacional (NSA) del govern dels Estats Units, arribant a ocupar-ne el càrrec de director tècnic. Als anys 90 va liderar el desenvolupament del projecte ThinThread, un sofisticat sistema d'anàlisi de dades per a la intel·ligència nord-americana que permetia proporcionar pistes de possibles amenaces terroristes de manera legal. El programa feia servir una tècnica d'encriptació de la informació per evitar violar la privadesa dels ciutadans i recopilar únicament informació sobre sospitosos. Va renunciar al càrrec el 31 d'octubre de 2001, després de més de 30 anys amb l'agència, per estar en contra de la política del govern i les seves decisions secretes, i va començar a denunciar públicament l'ús indegut i il·legal de les eines d'anàlisis que ell mateix havia contribuït a crear, convertint-se en una de les figures més importants de whistleblower (la figura de l'alertador, que informa sobre possibles irregularitats o actes il·lícits comesos en el seu àmbit laboral, dins el sector públic o privat, que afecten el bé comú) dels últims vint anys. Va ser dels crítics de més alt perfil durant l'administració de George W. Bush.
Binney segueix parlant durant la presidència de Barack Obama sobre les polítiques de recopilació de dades de la NSA, i continua fent entrevistes en els mitjans de comunicació en relació amb les seves experiències i les seves opinions sobre intercepcions de comunicacions per part d'organismes governamentals dels ciutadans estatunidencs. Binney ha atestat en una declaració jurada que la NSA és una violació deliberada de la Constitució dels Estats Units.

## Prems i reconeixements
- 2015, Premi Sam Adams